# Подводные лодки проекта 949А «Антей»
Подводные лодки проекта 949А(М) «Анте́й», по кодификации НАТО — Oscar-II — серия советских и российских атомных ракетных подводных лодок 3-го поколения, вооружённых крылатыми ракетами 3М45 (П-700). Проект является усовершенствованной модификацией проекта 949 «Гранит». Главный конструктор — И. Л. Баранов.

## История проектирования
Проект 949А начал разрабатываться по итогам постройки двух кораблей проекта 949, проектантом также выступило ЛПМБ «Рубин», работы велись под руководством И. Л. Баранова. По сравнению с проектом 949 лодки получили дополнительный отсек вспомогательных механизмов, что привело к росту полного водоизмещения на 1400 т, но взамен позволило снизить шумность корабля и улучшить внутреннюю компоновку, было усовершенствовано некоторое оборудование.
В декабре 2011 года стало известно, что в ЦКБ «Рубин» разработан проект модернизации. Планируется замена ракет П-700 на более современные П-800 «Оникс» или ракеты из семейства «Калибр». Планируется модификация пусковых контейнеров, без переделки корпуса. Модернизация АПЛ Северного флота будет производиться в ЦС «Звёздочка», а Тихоокеанского — на ДВЗ «Звезда».
На смену кораблям проекта 949А должны были прийти ПЛАРК проекта 881 «Меркурий», разрабатывавшегося с 1980-х годов в ЛПМБ «Рубин». Предполагалось дальнейшее снижение шумности кораблей, вооружение их перспективным ракетным комплексом «Болид» в вертикальных шахтах за ограждением рубки, аналогично АПЛ с баллистическими ракетами. Проект был отменён, а его наработки были использованы при проектировании РПКСН проекта 955. С 2010 годов на смену ПЛАРК проекта 949А приходят более универсальные АПЛ проекта 885М «Ясень-М».

## Конструкция
Подводные лодки проекта 949А являются четвёртыми по водоизмещению и длине в мире, уступая только подводным лодкам проекта 941 «Акула», проекта 955 «Борей» и американским подводным лодкам типа «Огайо».

### Корпус
Конструкция двухкорпусная, с расстоянием между лёгким и прочным корпусом 3,5 метра, что обеспечивает значительный запас плавучести, до 30 %, и даёт дополнительную защиту от подводных взрывов. За характерный внешний облик они получили прозвище «батон», а за мощное ударное вооружение их прозвали «убийцы авианосцев». Прочный корпус разделён на десять внутренних отсеков.

### Энергетическая установка
Главная энергетическая установка имеет блочное исполнение и включает в себя два ядерных реактора типа ОК-650В и две паровые турбины типа ОК-9 мощностью 98 000 л. с., работающие через редукторы на гребные винты. Дополнительно, для вспомогательных функций, подводные лодки проекта 949 оснащены двумя дизель-генераторами типа ДГ-190, мощность которых составляет 8700 л. с.

### Вооружение
Противокорабельное
На протяжении средних отсеков в боковых контейнерах вне прочного корпуса находятся 24 ракеты 3М45 комплекса 3К45 (П-700 «Гранит»), являющиеся главным оружием лодок. Контейнеры наклонены вперёд от вертикали на угол 40-45° и попарно закрываются двенадцатью крышками-обтекателями, составляющими часть лёгкого корпуса.
На модернизированных АПЛ проекта 949АМ «Антей» планируется размещение до 72 ракет «Калибр» или «Оникс».
Минно-торпедное
Торпедное вооружение представлено шестью носовыми торпедными аппаратами: двумя калибра 650 мм и четырьмя калибра 533 мм. В боезапас входят 8—12 ракето-торпед и торпед калибра 650 мм и 16 торпед калибра 533 мм.

### Экипаж и организационная структура
Все достроенные подводные лодки проекта 949А входили в состав Военно-морского флота СССР и России, на Тихоокеанском флоте — в составе 10-й дивизии подводных лодок с базированием на Вилючинск, на Северном флоте — в составе 11-й дивизии подводных лодок с базированием на Западную Лицу. Два корабля, К-119 «Воронеж» и К-141 «Курск», входили в состав 7-й дивизии подводных лодок с базированием на Видяево, туда же предполагалось включить К-329 «Белгород» до отмены строительства. После гибели «Курска» К-119 «Воронеж» был передан 11-й дивизии. Во всех трёх дивизиях велась отработка тактики совместного удара по авианосному соединению тактической группой из нескольких многоцелевых атомных подводных лодок во главе с ракетной АПЛ проекта 949А.
Штатная численность экипажа составляет 107 человек. У каждой подводной лодки имеется собственный экипаж, кроме того было создано семь экипажей (в том числе один технический экипаж, обслуживающий корабль, но не выходящий на боевые задачи), временно приписываемых к тому или иному кораблю:
- 74-й экипаж «Сегежа»[9]. Сформирован в 1986 году, вошёл в состав 11-й дивизии подводных лодок Северного флота. С 1999 года имеет шефские связи с городом Сегежа республики Карелия. По состоянию на 2017 год находился в строю. В 1999—2004 годах — под командованием В. Н. Лиины. В середине 2010-х командиром экипажа был С. В. Новохатский.
- 150-й экипаж[10]. Сформирован в 1990 году, входил в состав 7-й дивизии подводных лодок Северного флота, выполнял задачи на К-119 «Воронеж», в 1999 году завоевал приз Главкома ВМФ, расформирован в 2001 году.
- 158-й экипаж[11]. Сформирован в 1991 году, вошёл в состав 10-й дивизии подводных лодок Тихоокеанского флота. Неоднократно признавался лучшим экипажем соединения и награждался призами Главкома ВМФ. По состоянию на 2016 год находился в строю.
- 209-й экипаж[12]. Сформирован в 1992 году, вошёл в состав 10-й дивизии подводных лодок Тихоокеанского флота. Расформирован в 1996 году.
- 587-й экипаж «Волгоград»[13]. Сформирован в 1984 году ещё как экипаж подводной лодки проекта 949 «Гранит», вошёл в состав 11-й дивизии подводных лодок Северного флота. В 1993 году экипаж назначен на К-266, а 587-й экипаж сформирован из экипажа К-186, ведущего историю с 1990 года. С 2005 года имеет шефские связи с Волгоградом и неофициально носит имя «Волгоград». По состоянию на 2021 год находился в строю.
- 607-й технический экипаж[14]. Сформирован в 1984 году, вошёл в состав 11-й дивизии подводных лодок Северного флота. Расформирован в 1996 году.
- 621-й экипаж «Елизово»[15]. Сформирован в 1989 году, вошёл в состав 10-й дивизии подводных лодок Тихоокеанского флота. С 2001 года имеет шефские связи с Елизовским районом Камчатского края, носит наименование «Елизово». По состоянию на 2015 год находился в строю.

## Представители проекта
В 1982—1996 годах построено 11 кораблей из 18 запланированных, одна лодка, К-141 «Курск», потеряна, К-329 достроена в 2012—2020 годах по проекту 09852, остальные разобраны на стапеле или отменены.
Цвета таблицы:

 Белый  — не достроена или утилизирована не спущенной на воду

 Зелёный  — действующая в составе ВМФ России

 Синий  — находится в ремонте или на модернизации

 Красный  — списана, утилизирована или потеряна

 Оранжевый — перестроен по проекту 09852, не несёт ракетного вооружения
| Название           | Зав. №    | Заложена              | Спущена          | В строю          | Флот                                                           | Состояние                                                                                              | Примечания |
| ------------------ | --------- | --------------------- | ---------------- | ---------------- | -------------------------------------------------------------- | --- | --- |
| К-148 «Краснодар»  | 617       | 22.07.1982            | 03.03.1985       | 30.09.1986       | Несла службу на СФ. Списана 1998 г., утилизирована в 2014 году | Несла службу на СФ. Списана 1998 г., утилизирована в 2014 году                                         | Несла службу на СФ. Списана 1998 г., утилизирована в 2014 году                                                                 |
| К-173 «Красноярск» | 618       | 04.08.1983            | 27.03.1986       | 31.12.1986       | Несла службу на ТОФ. Списана 1999 г, утилизирована в 2016 году | Несла службу на ТОФ. Списана 1999 г, утилизирована в 2016 году                                         | Несла службу на ТОФ. Списана 1999 г, утилизирована в 2016 году                                                                 |
| К-132 «Иркутск»    | 619       | 08.05.1985            | 29.12.1987       | 30.12.1988       | ТОФ                                                            | Заводские ходовые испытания                                                                            | В 2008—2024 годах прошёл ремонт и модернизацию по проекту 949АМ на ДВЗ «Звезда», возвращение в строй запланировано на 2025 год |
| К-119 «Воронеж»    | 636       | 25.02.1986            | 16.12.1988       | 29.12.1989       | СФ                                                             | В резерве                                                                                              | В 2020 году выведена в резерв перед списанием                                                                                  |
| К-410 «Смоленск»   | 637       | 09.12.1986            | 20.01.1990       | 22.12.1990       | СФ                                                             | В строю                                                                                                | В 2014 году окончен ремонт на ЦС «Звёздочка»                                                                                   |
| К-442 «Челябинск»  | 638       | 21.05.1987            | 18.06.1990       | 28.12.1990       | ТОФ                                                            | Ремонт и модернизация                                                                                  | С 2022 года проходит ремонт и модернизацию по проекту 949АМ на ДВЗ «Звезда».                                                   |
| К-456 «Тверь»      | 649       | 09.02.1988            | 28.06.1991       | 18.08.1992       | ТОФ                                                            | В строю                                                                                                | До 20.06.1996 «Касатка», до 28.01.2011 «Вилючинск».                                                                            |
| К-266 «Орёл»       | 650       | 19.01.1989            | 22.05.1992       | 30.12.1992       | СФ                                                             | В строю                                                                                                | В 2017 году окончен ремонт на ЦС «Звёздочка»                                                                                   |
| К-186 «Омск»       | 651       | 13.07.1989            | 10.05.1993       | 15.12.1993       | ТОФ                                                            | В строю                                                                                                | 29 июня 2019 года передана после ремонта Тихоокеанскому флоту                                                                  |
| К-141 «Курск»      | 662       | 22.03.1990            | 16.05.1994       | 20.01.1995       | СФ                                                             | 12.08.2000 погибла со всем экипажем в Баренцевом море, к 2002 году поднята и к 2004 году утилизирована | 12.08.2000 погибла со всем экипажем в Баренцевом море, к 2002 году поднята и к 2004 году утилизирована                         |
| К-150 «Томск»      | 663       | 27.08.1991            | 20.07.1996       | 30.12.1996       | ТОФ                                                            | Ремонт и модернизация                                                                                  | В конце 2022 года встал на ремонт и модернизацию по проекту 949АМ                                                              |
| БС-329 «Белгород»  | 91664 664 | 24.07.1992 20.12.2012 | 23.04.2019       | 08.07.2022       | ТОФ                                                            | В строю                                                                                                | Достроена по специальному проекту 09852. Носитель ПЛАСН проекта «Посейдон»                                                     |
| К-135 «Волгоград»  | 675       | 02.09.1993            | Не достраивались | Не достраивались | Не достраивались                                               | Не достраивались                                                                                       | В 1998 году снята с производства и была законсервирована. В 2012 году утилизирована.                                           |
| К-160 «Барнаул»    | 676       | н/д                   | Не достраивались | Не достраивались | Не достраивались                                               | Не достраивались                                                                                       | Готовность на 2002 год составляла 49 %. В 2012 году утилизирована.                                                             |
| К-?                | 677       | н/д                   | Не достраивались | Не достраивались | Не достраивались                                               | Не достраивались                                                                                       | Закладывались по проекту 949У «Атлант»                                                                                         |
| К-?                | 678       | н/д                   | Не достраивались | Не достраивались | Не достраивались                                               | Не достраивались                                                                                       | Закладывались по проекту 949У «Атлант»                                                                                         |
| К-?                | 679       | н/д                   | Не достраивались | Не достраивались | Не достраивались                                               | Не достраивались                                                                                       | Закладывались по проекту 949У «Атлант»                                                                                         |
| К-?                |           | не закладывалась      | не закладывалась | не закладывалась | не закладывалась                                               | не закладывалась                                                                                       | не закладывалась |

## Сравнительная оценка
Подводные лодки проекта 949А «Антей» являются самым многочисленным классом кораблей, на вооружении которых находятся ракеты П-700, также корабли этого класса являются лидерами по количеству пусковых установок «Гранит» на одном носителе.
В настоящее время подводные лодки проекта 949А, совместно с бомбардировщиками Ту-22М3 авиации ВМФ России, являются основным средством противодействия ВМФ России ударным авианосным группам ВМС США. После завершения службы «Антеев» их задачи будут выполнять подводные лодки проекта 885 «Ясень». Стоимость АПЛ 949А «Антей» в середине 1980-х годов составляла 226 миллионов рублей — около 10 % стоимости авианосца «Нимиц» без учёта стоимости авиакрыла.
В 2020-х годах ведётся перевооружение подводных лодок проекта 949А ракетами типов «Оникс» и «Калибр» с увеличением боезапаса вплоть до 72 ракет за счёт размещения ракет меньших габаритов по три в одной шахте.

## В культуре
- Российская компания «Звезда» выпускает пластиковые сборные модели кораблей проекта 949А К-266 «Орёл»[36] и К-141 «Курск»[37] в масштабе 1:350.
- В компьютерной игре Call of Duty: Modern Warfare 3 в одной из миссий нужно штурмовать подводную лодку класса Oscar-II[38].
- После гибели подводной лодки К-141 «Курск» ей и её экипажу было посвящено множество картин, песен (и музыкальных альбомов), а также книги и документальные кинофильмы.